# Retrouvailles mère-fille
Retrouvailles mère-fille (Mother and Child Reunion) est un épisode de la série télévisée d'animation Les Simpson. Il s'agit du vingtième épisode de la trente-deuxième saison et du 704e de la série.

## Synopsis
À la suite d'une visite chez un magicien tireur de carte, Marge et Lisa découvrent qu'elles vont subir un conflit à la suite du choix de Lisa de ne pas continuer ses études. Le magicien conte alors les péripéties de Lisa dans le futur, réussissant tantôt à devenir professeur, tantôt à devenir Présidente des États-Unis. Ce succès pourrait alors bien faire changer Marge d'avis sur sa fille...

## Réception
Lors de sa première diffusion, l'épisode a attiré 1,11 million de téléspectateurs.